# Сылгы-Ытар
Сылгы-Ытар (якут. Сылгы Ыытар) — село в Среднеколымском улусе Республики Саха (Якутия) России. Административный центр и единственный населённый пункт Мятисского 1-го наслега.

## География
Село находится в северо-восточной части Якутии, в пределах Колымской низменности, на северном берегу озера Кубалах, к западу от озера Улах, на расстоянии примерно 62 км (по прямой) к северо-востоку от города Среднеколымск, административного центра улуса. Абсолютная высота — 39 м над уровнем моря.

### Климат
Климат характеризуется как резко континентальный. Средняя температура воздуха самого тёплого месяца (июля) составляет +12 °C; самого холодного (января) −38 °C. Летом может достигать до +30 °С; а зимой доходит до —50 °С. Среднегодовое количество атмосферных осадков составляет 150—200 мм.

### Часовой пояс
Село Сылгы-Ытар находится в часовой зоне МСК+8. Смещение применяемого времени относительно UTC составляет +11:00.

## История
Согласно Закону Республики Саха (Якутия) от 30 ноября 2004 года N 173-З N 353-III, село стало административным центром муниципального образования Мятисский 1-й наслег.

## Население
| 2002 | 2010 | 2012 | 2013 | 2014 | 2015 | 2016 |
| ---- | ---- | ---- | ---- | ---- | ---- | ---- |
| 648  | ↘522 | ↘515 | ↘498 | ↘475 | ↘462 | ↗466 |
| 2017 | 2018 | 2019 | 2020 | 2021 |      |      |
| →466 | ↗479 | ↘462 | ↘434 | ↗440 |      |      |

### Половой состав
По данным Всероссийской переписи населения 2010 года, в гендерной структуре населения мужчины составляли 49 %, женщины — соответственно 51 %.

### Национальный состав
Согласно результатам переписи 2002 года, в национальной структуре населения якуты составляли 95 % из 648 чел.

## Улицы
| - ул. Березовского, - ул. Кубалахский, - ул. Мира, | - ул. Н.З. Чукрова, - ул. Победы, - ул. Путь Коммунизма. |

## Транспорт
Транспортное сообщение осуществляется по автозимнику Среднеколымск — Сылгы-Ытар — Ойусардах, а также воздушным транспортом.